# Eriogyna pearsoni
Eriogyna pearsoni är en fjärilsart som beskrevs av Watson 1911. Eriogyna pearsoni ingår i släktet Eriogyna och familjen påfågelsspinnare. Inga underarter finns listade i Catalogue of Life.